# Conrad Rautenbach
Conrad Rautenbach (* 12. November 1984 in Harare) ist ein simbabwischer Rallyefahrer. Er ist der Sohn des Unternehmers Billy Rautenbach.

## Karriere
Conrad Rautenbach war 2004 in die Rallye-Weltmeisterschaft (WRC) eingestiegen, zuerst in der Klasse JWRC. 2006 gewann er die Britische und 2007 die Afrikanische Rallye-Meisterschaft. In der Saison 2008 fuhr er für das private PH Team einen Citroën in der obersten Rallyeklasse WRC. Nach einem schweren Unfall bei der Rallye Monte Carlo, bei dem sein Xsara WRC stark beschädigt wurde, und einem 16. Rang bei der Rallye Schweden wechselte er auf einen Citroën C4 WRC. Ebenfalls einen C4 fuhr er in der Saison 2009 im Citroën Junior Team. In diesem Jahr startete er mit Daniel Barritt als Beifahrer. Sein bestes Ergebnis war ein vierter Rang bei der Rallye Argentinien 2008.

## Einzelergebnisse WRC
| Jahr | Team                | Auto                   | 1       | 2       | 3       | 4       | 5       | 6       | 7       | 8      | 9       | 10      | 11      | 12      | 13      | 14      | 15      | 16      | Rang | Punkte |
| ---- | ------------------- | ---------------------- | ------- | ------- | ------- | ------- | ------- | ------- | ------- | ------ | ------- | ------- | ------- | ------- | ------- | ------- | ------- | ------- | ---- | ------ |
| 2004 | Conrad Rautenbach   | Ford Puma S1600        | MON DNF |         |         |         |         |         |         |        |         |         |         |         |         |         |         |         | -    | 0      |
| 2004 | Conrad Rautenbach   | Opel Corsa S1600       |         |         |         |         |         | GRE DNF | TUR 22  |        | FIN DNF |         |         | GBR DNF |         |         |         |         | -    | 0      |
| 2004 | Conrad Rautenbach   | Suzuki Ignis S1600     |         |         |         |         |         |         |         |        |         |         |         |         | ITA DNF |         |         |         | -    | 0      |
| 2004 | Conrad Rautenbach   | Citroën Saxo S1600     |         |         |         |         |         |         |         |        |         |         |         |         |         |         | ESP 33  |         | -    | 0      |
| 2005 | Conrad Rautenbach   | Citroën Saxo S1600     |         |         | MEX DNF |         |         |         |         |        |         |         |         |         |         |         |         |         | -    | 0      |
| 2005 | Conrad Rautenbach   | Citroën C2 S1600       |         |         |         |         | ITA 27  |         |         | GRE 28 |         | FIN 40  | GER DNF |         |         | FRA 20  | ESP DNF |         | -    | 0      |
| 2006 | Conrad Rautenbach   | Renault Clio S1600     |         |         |         | ESP 25  | FRA 18  |         | ITA 16  |        | GER 33  | FIN 43  |         |         | TUR 17  |         |         |         | -    | 0      |
| 2006 | Conrad Rautenbach   | Subaru Impreza WRX STI |         |         |         |         |         |         |         | GRE 34 |         |         |         |         |         |         |         | GBR 64  | -    | 0      |
| 2007 | Conrad Rautenbach   | Citroën C2 S1600       |         |         |         |         | POR 34  |         | ITA DNF |        | FIN 23  | GER 14  |         | ESP 23  | FRA 26  |         |         |         | -    | 0      |
| 2007 | Conrad Rautenbach   | Citroën Xsara WRC      |         |         |         |         |         |         |         |        |         |         |         |         |         |         |         | GBR DNF | -    | 0      |
| 2008 | Conrad Rautenbach   | Citroën Xsara WRC      | MON DNF | SWE 16  |         |         |         |         |         |        |         |         |         |         |         |         |         |         | 15   | 6      |
| 2008 | Conrad Rautenbach   | Citroën C4 WRC         |         |         | MEX 15  | ARG 4   | JOR 26  | ITA 13  | GRE 10  | TUR 8  | FIN 10  | GER 13  | NZL DNF | ESP DNF | FRA 14  | JPN DNF | GBR 15  |         | 15   | 6      |
| 2009 | Citroën Junior Team | Citroën C4 WRC         | IRE 18  | NOR DNF | CYP 6   | POR DNF | ARG DNF | ITA DNF | GRE 5   | POL 8  | FIN DNF | AUS DNF | ESP 11  | GBR 8   |         |         |         |         | 10   | 9      |

| Legende  | Legende            | Legende                                                          |
| Farbe    | Abkürzung          | Bedeutung                                                        |
| -------- | ------------------ | ---------------------------------------------------------------- |
| Gold     | –                  | Sieg                                                             |
| Silber   | –                  | 2. Platz                                                         |
| Bronze   | –                  | 3. Platz                                                         |
| Grün     | –                  | Platzierung in den Punkten                                       |
| Blau     | –                  | Klassifiziert außerhalb der Punkteränge                          |
| Violett  | DNF                | Rennen nicht beendet (did not finish)                            |
| Violett  | NC                 | nicht klassifiziert (not classified)                             |
| Rot      | DNQ                | nicht qualifiziert (did not qualify)                             |
| Rot      | DNPQ               | in Vorqualifikation gescheitert (did not pre-qualify)            |
| Schwarz  | DSQ                | disqualifiziert (disqualified)                                   |
| Weiß     | DNS                | nicht am Start (did not start)                                   |
| Weiß     | WD                 | zurückgezogen (withdrawn)                                        |
| Hellblau | PO                 | nur am Training teilgenommen (practiced only)                    |
| Hellblau | TD                 | Freitags-Testfahrer (test driver)                                |
| ohne     | DNP                | nicht am Training teilgenommen (did not practice)                |
| ohne     | INJ                | verletzt oder krank (injured)                                    |
| ohne     | EX                 | ausgeschlossen (excluded)                                        |
| ohne     | DNA                | nicht erschienen (did not arrive)                                |
| ohne     | C                  | Rennen abgesagt (cancelled)                                      |
| ohne     | keine WM-Teilnahme |                                                                  |
| sonstige | P/fett             | Pole-Position                                                    |
| sonstige | 1/2/3/4/5/6/7/8    | Punktplatzierung im Sprint-/Qualifikationsrennen                 |
| sonstige | SR/kursiv          | Schnellste Rennrunde                                             |
| sonstige | *                  | nicht im Ziel, aufgrund der zurückgelegten Distanz aber gewertet |
| sonstige | ()                 | Streichresultate                                                 |
| sonstige | unterstrichen      | Führender in der Gesamtwertung                                   |